# Giuseppe Gelli
Giuseppe Gelli (Luca, Itália, 10 de novembro de 1821 — Volterra, Itália, 2 de março de 1909) foi um prelado italiano da Igreja Católica e bispo da Diocese de Volterra até a sua morte.

## Vida
Giuseppe nasceu no território da Arquidiocese de Lucca em 10 de novembro de 1821.
Em 8 de março de 1945, foi ordenado sacerdote aos 23 anos.
Em 27 de março de 1882, foi nomeado bispo de Volterra. Ele foi consagrado pelo cardeal italiano Raffaele Monaco La Valletta na igreja de Santa Maria Annunziata a Tor de' Specchi em 2 de abril de 1882.
Giuseppe Gelli morreu em 2 de março de 1909 aos 87 anos.

## Ordenações episcopais
Dom Giuseppe Gelli foi co-consagrante da ordenação episcopal de:
1. Giovanni Volpi, nomeado arcebispo titular de Antiochenus in Pisidia, em 1897.